# Desgrasante

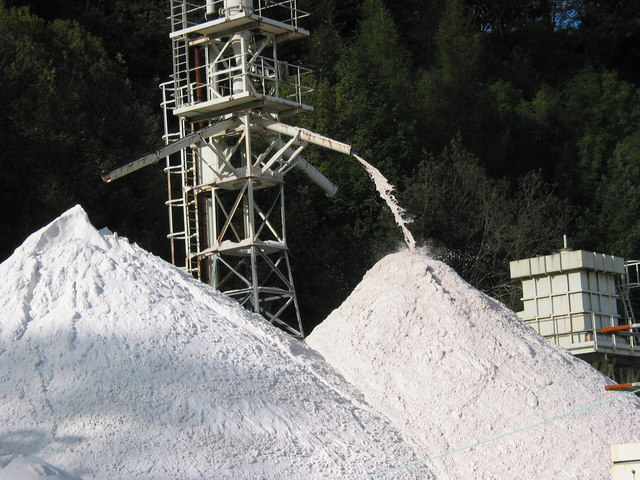
La arena de cuarzo se puede utilizar como desgrasante.

Se llama desgrasante, desengrasante, elemento magro  o antiplástico a todo aditivo corrector no plástico, orgánico e inorgánico, que se agrega a la arcilla para evitar una plasticidad excesiva. Los desgrasantes aportan mejor resistencia en crudo (facilitando la manipulación de la arcilla) y le permiten soportar los cambios de temperatura durante la cocción (evitando la rotura o quebraduras en las piezas), así como para mejorar la retracción al secarse la pasta. Son sustancias comunes como el cuarzo, la plagioclasa, feldespato potásico, rocas graníticas, arena, polvo de tiestos de barro cocido (chamota), pajas varias, plumas, lutita, escorias granuladas, conchas molidas, huesos triturados, etc. Los desgrasantes orgánicos consiguen dejar huecos al cocer la pieza, espacio molecular que permite el ajuste de las partículas.
El recurso más común es mezclar arcillas grasas o muy puras con otras más rígidas hasta conseguir un equilibrio.

## Sustancias añadidas a la arcilla, en América precolombina
- En el río Marañón, se usaba la corteza del árbol apacharania[4]
- En el bajo Amazonas se echaba mano de la corteza del caraipé,(compuesto de pequeños trozos de corteza carbonizados y triturados, de alto contenido en sílice).[5] que pertenece al mismo género.[6]
- En la Guayana: Hirtella y Licania,[7] aunque datos más antiguos mencionan el macucú (Macoucoua [Ilex] guyanensis) y la Couepia guianensis.[8][9]
- Los guamos del Orinoco mezclaban la tierra con comejeneras.[10] A otros grupos se les atribuye haber usado, entre los ingredientes del barro, espículas de las esponjas llamadas "cauxí".[11] Se han hallado tales espículas en excavaciones arqueológicas en la alfarería de Ronquín Tardío o Arauquín.[12]